# Trylogia kosmiczna
Trylogia kosmiczna, Trylogia międzyplanetarna (ang. The Space Trilogy) – seria powieści science-fiction autorstwa C.S. Lewisa, opublikowanych w latach 1938-1945. Na język polski przełożył ją Andrzej Polkowski.

## Książki z serii
- Z milczącej planety (ang. Out of the Silent Planet), wydana w 1938 r.[3],
- Perelandra lub Podróż na Wenus (ang. Perelandra), wydana w 1943 r.[4],
- Ta straszna siła lub Ta ohydna siła[5] (ang. That Hideous Strength), wydana w 1945 r.[6]

Trylogia została wydana w języku polskim w trzech kolejnych tomach nakładem Wydawnictwa M w latach 1989-1993. Następnie w roku 2009 wydawnictwo Media Rodzina opublikowało utwór w ramach jednego tomu zatytułowanego Trylogia kosmiczna.

## Fabuła
Postacią łączącą wszystkie książki serii jest lingwista, dr Elwin Ransom. Wyrusza on w podróż po planetach Układu Słonecznego, gdzie zostaje zaangażowany w walkę dobra ze złem.